# Anhalt-Aschersleben
Anhalt-Aschersleben fou una de les branques sorgides el 1252 de la primera divisió del comtat d'Anhalt. Es va extingir el 1315 i el territori va passar al bisbat d'Halberstadt el 1316.

## Comtes
- Enric II 1252-1267
- Otó I 1267-1304
- Enric III 1267-1283 (conjuntament amb l'anterior)
- Otó II 1304-1315
- a Anhalt-Bernburg 1315-1316
- a Halberstadt 1316-1648